# Новосибирский завод искусственного волокна
Новосибирский завод искусственного волокна (НЗИВ) — предприятие оборонно-промышленного комплекса РФ, является сборочно-снаряжательным заводом по производству специальных изделий для государственных нужд Министерства обороны и иностранных заказчиков. Располагается в городе Искитим Новосибирской области,  входит в Государственную корпорацию «Ростех».

## Основные виды продукции
Предприятие специализируется на выпуске промышленной взрывчатки (боевые зарядные отделения торпед, морские мины, высокоточные авиабомбы, реактивные снаряды «Ураган» и «Смерч»), также на предприятии производится сборка реактивной системы залпового огня «Торнадо-С».

### Военная продукция
- Выстрел реактивной системы залпового огня "Смерч" 9М55К с кассетной головной частью.
- Выстрел реактивной системы залпового огня "Смерч" 9М55К1 с самоприцеливающимися боевыми элементами.
- Выстрел реактивной системы залпового огня "Смерч" 9М55Ф с отделяемой осколочно-фугасной головной частью.
- Выстрел реактивной системы залпового огня "Смерч" 9М55С — реактивный снаряд с термобарической ГЧ 9М216 «Волнение».
- Выстрел реактивной системы залпового огня "Смерч" 9М528 — реактивный снаряд с осколочно-фугасной ГЧ.
- Выстрел реактивной системы залпового огня "Торнадо-С" — реактивный снаряд с кумулятивными осколочными боевыми элементами.
- Выстрел реактивной системы залпового огня "Ураган".
- Неуправляемая авиационная ракета С-13.
- Головная часть к ракетному комплексу "Искандер-М.
- Неуправляемая авиационная ракета С-8.
- 120-мм снаряд радиолокационных помех.
- 120-мм снаряд оптико-электронных помех.
- Турбореактивный снаряд радиолокационных помех.
- Осколочно-фугасная зажигательная бомба (ОФЗАБ-500).
- Морские мины.
- Производство промышленных взрывчатых веществ[3].
- Промышленная утилизация вооружения в рамках федеральной программы.

### Гражданская продукция
- мебельное и деревообрабатывающее производство.
- Производство изделий из пластмасс.
- Производство тепловой энергии.
- механическое производство.

## Санкции
Из-за вторжения России на Украину предприятие находится под санкциями всех стран Евросоюза, США, Швейцарии и Украины так как является «предприятием военно-промышленного комплекса, которое совершает производство/поставку продукции военного назначения, которая использовалась Россией во время незаконного вторжения в Украину в 2022 году». 21 февраля 2024 года завод включён в санкционный список Канады против организаций связанных с военно-промышленным комплексом»».